# Pedion
Pedion（ペディオン）は、三菱電機が開発・販売していた薄型ノートパソコンのシリーズ名。初代モデルの発売当時は広告キャラクターとしてサザンオールスターズを起用、テレビCMなども放映された。

## 発売
1997年9月9日、CPUメーカーインテルの新型MMXPentium(開発コードTillamook、省電力化を図った)の発表に合わせ新CPU搭載製品の一つとして発表。各社がXGA表示の液晶ディスプレイやDVDドライブなどを内蔵した大型の高性能ノートを発表する中で唯一の薄型ノートであり、実用化からまだ間もないリチウムポリマー電池や強度の高いマグネシウム合金製筐体、ゴムシート形式のキーボード等の部品を採用して当時としては驚異的な厚さ18mmの筐体を実現し話題となった。
しかし発表時の仕様はメインメモリーが64MB固定で増設不可能、ハードディスクは当時としても不足感がある1GBと、およそ新CPUの高性能を活かしているとは言い難いものであり高性能機を好んで購入するようなマニア層の支持はなかなか得られなかった。また、ゴムシート形式のキーボードが雑誌のテストレポート担当者などから散々酷評されてしまった事からヘビーユーザーからも敬遠されてしまい個人向け販売は低迷。三菱電機は元来個人向けよりも法人向け販売が強かったものの、薄型化のため高価な部品を数多く採用していたため同時期に開発された他社の大型高性能ノートと実勢価格で比較するとほぼ変わらない状況となり苦戦を強いられてしまう。ちなみに底面に装着する拡張ユニット (CD-ROMドライブなどを内蔵) の定価は7万円であった。

## 衰退
1998年11月には通常のキーボードを採用した新型モデル「Pedion EM」を発売。しかし厚さは22.8mmに増加して発売当時のインパクトは薄れてしまった。1999年には三菱電機が自社でのパソコン生産を台湾メーカーへの生産委託に切り替え、開発自体も徐々に縮小。後には三菱電機の法人向けPCのブランドであるapricotのサブブランドとなり、2001年の「apricot Pedion SL」を最後にシリーズの幕を閉じた。